# Paradyż (gromada)
Paradyż – dawna gromada, czyli najmniejsza jednostka podziału terytorialnego Polskiej Rzeczypospolitej Ludowej w latach 1954–1972.
Gromady, z gromadzkimi radami narodowymi (GRN) jako organami władzy najniższego stopnia na wsi, funkcjonowały od reformy reorganizującej administrację wiejską przeprowadzonej jesienią 1954 do momentu ich zniesienia z dniem 1 stycznia 1973, tym samym wypierając organizację gminną w latach 1954–1972.
Gromadę Paradyż z siedzibą GRN w Paradyżu utworzono – jako jedną z 8759 gromad na obszarze Polski – w powiecie opoczyńskim w woj. kieleckim, na mocy uchwały nr 13g/54 WRN w Kielcach z dnia 29 września 1954. W skład jednostki weszły obszary dotychczasowych gromad Paradyż, Alfonsów, Feliksów, Joaniów, Irenów, Kazimierzów i Przyłęk ze zniesionej gminy Wielka Wola oraz Dąbrówka i Sylwerynów ze zniesionej gminy Topolice w tymże powiecie. Dla gromady ustalono 24 członków gromadzkiej rady narodowej.
31 grudnia 1959 do gromady Paradyż przyłączono obszar zniesionej gromady Stawowice, kolonie Adamów i Stanisławów ze zniesionej gromady Dłużniewice, kolonię Popławy ze zniesionej gromady Psary oraz wieś Solec, kolonię Bąków Solecki i parcelację Solec ze zniesionej gromady Topolice.
Gromada przetrwała do końca 1972 roku, czyli do kolejnej reformy gminnej. 1 stycznia 1973 utworzono gminę Paradyż.